# UCHIDA MAAYA LIVE 2022「MA-YA-YAN Happy Cream MAX!!」
『UCHIDA MAAYA LIVE 2022「MA-YA-YAN Happy Cream MAX!!」』（うちだ まあや ライブ 2022 「マヤヤン ハッピー クリーム マックス!!」）は、内田真礼の8枚目のライブ映像作品。2022年7月27日にポニーキャニオンからBlu-rayが発売。

## 概要
2022年2月20日にパシフィコ横浜国立大ホールで行われた『UCHIDA MAAYA LIVE 2022「MA-YA-YAN Happy Cream MAX!!」』の模様が収録されている。
映像特典として、リハーサルや舞台裏を撮影したドキュメンタリーが収録されている。

## 収録内容

### セットリスト[2]
- OPENING -
M-01 フラッシュアイデア
M-02 Girl is fun
- MC-1 -

M-03 +INTERSECT+
M-04 Smiling Spiral
M-05 Shiny drive, Moony dive
～PENKIメドレー～
- MC-2 -
M-06 カナリア（Acoustic ver.）
M-07 君のヒロインでいるために（Acoustic ver.）
- ショートMC-3 -
M-08 ストロボメモリー（Acoustic ver.）
- MC-4 -
- BAND TIME -
M-09 ハートビートシティ
M-10 ロマンティックダンサー
M-11 アストラ
M-12 Change the world
M-13 Never ending symphony
- MC-5 -
M-14 c.o.s.m.o.s
M-15 LIFE LIVE ALIVE
M-16 共鳴レゾンデートル
- MC-6 -
M-17 Excite the world!
- ショートMC-7 -
EN-1 YA-YA-YAN Happy Climax!
- MC-8 -
EN-2 Hello,1st contact!
EN-3 ギミー！レボリューション
- ENDING -

### 映像特典
Documentary of LIVE 2022「MA-YA-YAN Happy Cream MAX!!」
MA-YA-YAN Happy Cream MAX!! CM集